# .276 Enfield

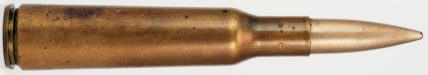
O cartucho experimental .276 Enfield.

O .276 Enfield (7×60 mm) foi um cartucho militar experimental para rifles do tipo "garrafa" e com estojo de base rebatida, desenvolvido em conjunto com o rifle Pattern 1913 Enfield (P'13). O desenvolvimento foi interrompido no início da Primeira Guerra Mundial.

## Histórico
Durante a Segunda Guerra dos Bôeres na atual África do Sul (1899-1902), as autoridades britânicas foram obrigadas a reavaliar o design e as táticas de rifles e munições depois de enfrentar sharpshooters Bôeres armados com rifles Mauser Model 1895 disparando cartuchos 7x57mm Mauser com eficácia fulminante, e muito melhor performance que o cartucho .303 British Mark II em relação a precisão a longo alcance. O cartucho .303 British naquela época ainda usava propelente de cordite, em contraste com a pólvora sem fumaça do tipo ballistite de alto desempenho do Mauser.